# Vrede van Kopenhagen (1660)

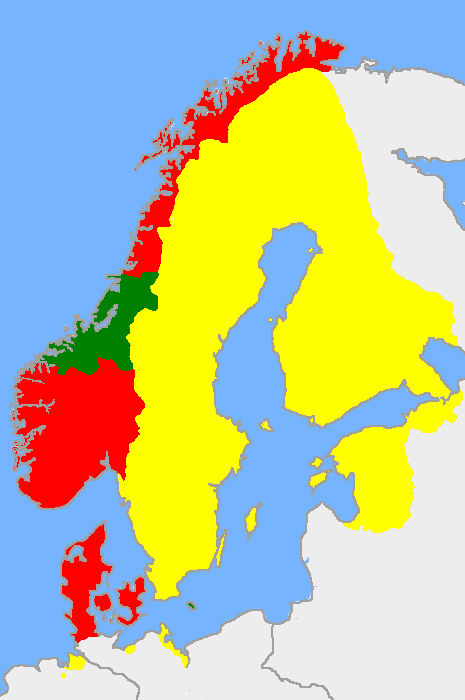
Zweden in het geel, Denemarken-Noorwegen in het rood. Zweden moest Trøndelag en Bornholm aan Denemarken-Noorwegen teruggeven. Afgestane gebieden in het groen.

De Vrede van Kopenhagen werd op 27 mei 1660 getekend en betekende het einde van de Noordse Oorlog tussen Zweden en de alliantie van Denemarken-Noorwegen en het Pools-Litouwse Gemenebest. Dit verdrag was een kleinere opvolger van de Vrede van Roskilde, waarmee zo goed als de huidige grenzen in Scandinavië werden vastgelegd.